# Arya Tariverdi
Arya Isatvastra Tariverdi (Teheran, 27 maart 1984) is een filmproducent en -regisseur.

## Carrière
Arya Tariverdi heeft Italiaanse voorouders en werd geboren in Iran. Zijn vader was Luitenant-kolonel in de landmacht van de Sjah van Perzië, Mohammad Reza Pahlavi. Een aantal jaar na de revolutie van 1979 verhuisde het gezin naar Nederland. Tariverdi studeerde later in Londen af in de richting Fictie regie aan de London Film School, om vervolgens terug te keren naar Nederland. Tariverdi werd in 2004 op jonge leeftijd tot algemeen directeur benoemd van het bedrijf ATP Film Studios. ATP was oorspronkelijk een Britse filmproductiemaatschappij die in 1929 door de Britse theaterproducent Basil Dean was opgericht, de letters ATP stonden voor Associated Talking Pictures. ATP, intussen een onderdeel van de Engelse Ealing Studios, startte in 1999 een vestiging in Nederland met als doel om daar grootschalige theater- en musicalproducties te realiseren. Na een aantal zware jaren, besloot Ealing Studios de ATP activiteiten in Nederland geleidelijk af te bouwen. In deze periode liep Tariverdi voor zijn studie in Londen, zijn afstudeerstage bij Ealing Studios en kwam op deze manier in aanraking met ATP. Niet wetende dat in de beginjaren van ATP, zijn grootvader als film editor bij het bedrijf werkzaam was geweest. Toen dit bijzondere gegeven bekend werd, bood Ealing Studios Tariverdi de kans om als algemeen directeur de leiding van ATP in Nederland op zich te nemen, zodat de onderneming in Nederland voort kon blijven bestaan. Na de benoeming van Tariverdi in 2004, besloot hij om ATP in Amersfoort als een mediabedrijf voort te zetten en geen activiteiten op het gebied van theater en musical meer uit te voeren. Ealing Studios nam officieel in 2006 juridisch afstand van het bedrijf waardoor Tariverdi vanaf dat moment volledig zelfstandig met ATP in de Nederlandse media-industrie kon opereren.
In 2011 opende zijn bedrijf een tweede vestiging in Los Angeles en verhuisde het hoofdkantoor in 2015 van Amersfoort naar Hilversum. Via zijn bedrijf produceert Tariverdi zowel in Nederland als in buitenland diverse soorten televisie- en filmproducties.Naast zijn werkzaamheden als directeur van ATP richtte Tariverdi in 2006 het SCENECS International Debut Film Festival op. Dit festival richt zich enkel op nieuwe filmregisseurs en producenten. Het vindt jaarlijks naast online, fysiek plaats in diverse steden in Nederland en Italië.
Tariverdi werd in 2010 met de dood bedreigd nadat hij had aangekondigd een film te willen maken over de moord op een zestienjarige jongen uit Amersfoort. De doodsbedreigingen hielden aan tot 2012, tot hij van het maken van zijn film afzag en dat openbaar kenbaar maakte.
In 2012 werd Tariverdi als bestuursvoorzitter gevraagd om de publieke omroep Mediagroep EVA, uit de financiële problemen te helpen en een reorganisatie door te voeren. Hij zorgde voor de reorganisatie van EVA en legde de zendtijd volledig open voor alle lokale en regionale producenten, zodat ze zonder kosten hun programma's via EVA konden uitzenden. Tevens richtte hij direct daarna overleggroep MONA (Media Overleg en Netwerkgroep Amersfoort en omgeving) op, om op deze wijze meer samenwerking te realiseren tussen verschillende losstaande wijk TV's en media initiatiefnemers in Amersfoort en omgeving.
Na zijn werkzaamheden als bestuursvoorzitter bij EVA werd Tariverdi in 2015 gevraagd om als voorzitter bij de Hilversumse omroep, RTi Hilversum ook een reorganisatie door te voeren. Tijdens zijn voorzitterschap bij RTi Hilversum ontwikkelde hij samen met onder anderen de Hilversumse burgemeester Pieter Broertjes het initiatief Mediacentrum Gooi en Vechtstreek. Onder deze titel zorgde Tariverdi dat er een start werd gemaakt in actievere samenwerking tussen de lokale omroep Hilversum en diverse andere omroepen en kranten.

## Filmografie

### Regie
- 2004 - Emergo[4]
- 2002 - Bewogen Stilleven[5]
- 1999 - Pentaphyllon
- 1998 - Its raining cats and dogs

### Producent
- 2023 - The Place
- 2014 - Open en Bloot
- 2013 - De jeugdcentralisatie
- 2010 - De leeskamer
- 2009 - Normaal toch?
- 2007 - Villa de Eik
- 2006 - Soesterkwartier[6]

### Co-producent
- 2017 - Spaak[7]
- 2014 - Stuk![8]